# 大阪ダービー
大阪ダービー（おおさかダービー）とは、大阪府内に本拠地を置くチーム同士の対戦を指す。主に日本プロサッカーリーグ（Jリーグ）に加盟する、ガンバ大阪とセレッソ大阪、FC大阪（F.C.大阪）の各クラブが対戦する試合にて呼称される。

## 歴史
Jリーグ開幕以前
C大阪はヤンマーディーゼルサッカー部を前身とし、JSL創設時から参加した名門オリジナル8の一つであった。G大阪は1980年創設の松下電器産業サッカー部が前身。ヤンマーディーゼルサッカー部のBチームであったヤンマークラブが1979年に解散した事を契機に、同クラブの指導者であった水口洋次と多くの所属選手が移籍し、松下電器産業サッカー部が結成された経緯がある。そのためセレッソ、ガンバ共に元々はヤンマーであり、一つのチームである。
Jリーグ開幕以降
1993年のJリーグ創設から参加したG大阪に対し、C大阪は1995年に加盟し、同年から大阪ダービーの歴史が始まった。
90年代はほぼ互角の勝負が続いていた。
2000年代に入ると両チームのどちらかがJ2に所属し対戦なしのシーズンを除き、2003年の2ndステージから2011年シーズンまでG大阪が7連勝を含む11戦負けなし（9勝2分）、2012年～2019年にかけても8戦負けなし（5勝3分）と圧倒。2004年2ndステージと2006年第2節ではそれぞれ7-1、6-1で大勝するなど内容でも完全に凌駕していた。一方のC大阪は、2003年1stステージで勝利して以降は2012年第2節まで9年間勝利することが出来ず、その後も2019年第12節まで苦杯を舐め続けていたが、同年の第27節でC大阪が3-1で勝ち、7年ぶりとなる勝利を収めた。
さらに2020年は新型コロナウイルス感染症の世界的流行 (2019年-)拡大の影響に伴うJ１リーグの日程変更を受け、7月4日に大阪ダービー史上初となるリモートマッチ（無観客試合）がG大阪のホームゲームとして開催され、この試合もC大阪が2-1で勝利。2003年以来17年ぶりとなるアウェイでのダービー勝利を達成した。
2022年シーズンはC大阪が1999年以来23年ぶりとなるシーズンダブルを達成。
2023年もC大阪がシーズンダブルを達成し4年連続でアウェイ戦勝利を果たす。
2024年にG大阪は宇佐美が決勝ゴールを決め、5年ぶりにホームでのダービー勝利を達成した。10月の第29節にはC大阪が勝利した。
2025年、Jリーグ全体のリーグ戦開幕戦となったダービーはC大阪が5-2で勝利。7月に行われた第23節にはG大阪が1-0で勝利し、開幕戦のリベンジを果たした。また、アウェイでのダービー勝利は7年ぶりとなった。
ルヴァンカップ戦
グループリーグ、決勝トーナメントも含め今まで11回対戦し、3勝5分3敗と五分の星となっている。決勝トーナメント準決勝で対戦した2017年では、1stレグを2-2で引き分けた後の2ndレグ後半ATに木本恭生の劇的な決勝ゴールが決まってC大阪が勝ち抜き、この余勢を駆って決勝でも川崎フロンターレを2-0で降して、クラブ創立以来史上初のタイトルとなるルヴァンカップ優勝を成し遂げた。また、1995年リーグ戦でのダービー初開催以降から2021年まで、リーグ戦・カップ戦を問わずどのような結果であっても必ず得点が記録されるカードであったが、2022年グループステージA第5節（C大阪ホーム）で0-0の引き分けに終わり、56回目の対戦にして初めてのスコアレスドローを記録した。2023年パナソニックスタジアム吹田で行われたゲームでは引分に。同年、グループステージ第六節にはG大阪が勝てば無条件でファイナルステージ突破がかかるゲームがヨドコウ桜スタジアムで行われた。CKから半田陸がゴールを上げ2021年以来となる勝利をG大阪が収めた。
天皇杯
過去3度対戦し、C大阪の2勝1敗（G大阪1勝2敗）となっている。準々決勝で対戦した2012年は延長戦の末G大阪が2-1でC大阪と破り決勝まで進出した（結果は準優勝）。このシーズンはG大阪にとってクラブ史上初となるJ2降格が決定していたが、この勝利によって鬱憤の溜まっていたサポーターの溜飲を下げることとなった。
AFCチャンピオンズリーグ
2011年5月24日、ノックアウトステージRound16で、日本勢同士の対戦として大阪ダービーが実現。レギュレーションにより一発勝負となったこの試合で、高橋大輔の決勝ゴールでC大阪が1-0と競り勝り、クラブ史上AFC初挑戦にして初のベスト8進出を果たした（結果は準々決勝敗退）。
J3リーグ戦
J3リーグでは、2016年から2020年にかけてG大阪・C大阪両クラブのセカンドチーム「ガンバ大阪U-23」「セレッソ大阪U-23」がそれぞれ所属しており、セカンドチーム同士による大阪ダービーが行われていた。拮抗した試合が多く、3勝4分3敗と全くの五分で対戦を終了した。
G大阪vsC大阪以外のダービー戦
2015年第95回天皇杯1回戦にて当時J2に所属していたC大阪とJFLに所属していたFC大阪との対戦が実現。FC大阪が2-1で勝利する金星を挙げた（結果は2回戦敗退）。
2021年にはFCティアモ枚方がJFLに昇格し、当時在籍していたFC（F.C.）大阪とのダービーマッチが行われた。2021年H/A共に引き分け、2022年はFC大阪の1勝1分であった。2023年からFC大阪がJ3加入を果たしたため、現時点でこの2年限りの対戦となっている。

## ホームスタジアム
■ガンバ大阪：市立吹田サッカースタジアム(パナソニックスタジアム吹田)
■セレッソ大阪：長居陸上競技場(ヤンマースタジアム長居),長居球技場(ヨドコウ桜スタジアム）
■FC大阪：東大阪市花園ラグビー場第1グラウンド（2022年までは主に同第2グラウンドと、服部緑地陸上競技場を併用）

 ■ティアモ枚方：枚方市立陸上競技場（たまゆら陸上競技場）

## ガンバ大阪 vs セレッソ大阪

### 戦績
通算対戦成績（公式戦）
■ガンバ大阪：30勝 12分 24敗
■セレッソ大阪：24勝 12分 30敗

#### リーグ戦
■ガンバ大阪：25勝 7分 18敗
■セレッソ大阪：18勝 7分 25敗
| 年                                                          | 月日     | 時期 | 時期   | 会場     | ホーム | 得点  | アウェイ | 観客数 |
| ----------------------------------------------------------- | -------- | ---- | ------ | -------- | ------ | ----- | -------- | ------ |
| 1995年                                                      | 5月3日   | J    | 1st    | 長居2    | C大阪  | 1 - 0 | G大阪    | 13,057 |
| 1995年                                                      | 7月19日  | J    | 1st    | 万博     | G大阪  | 1 - 0 | C大阪    | 17,565 |
| 1995年                                                      | 9月30日  | J    | 2nd    | 長居2    | C大阪  | 3 - 2 | G大阪    | 12,049 |
| 1995年                                                      | 11月22日 | J    | 2nd    | 万博     | G大阪  | 4 - 0 | C大阪    | 9,016  |
| 1996年                                                      | 5月18日  | J    | 第15節 | 長居2    | C大阪  | 0 - 2 | G大阪    | 9,325  |
| 1996年                                                      | 9月14日  | J    | 第19節 | 万博     | G大阪  | 2 - 0 | C大阪    | 7,210  |
| 1997年                                                      | 5月3日   | J    | 1st    | 長居     | C大阪  | 0 - 2 | G大阪    | 27,734 |
| 1997年                                                      | 8月23日  | J    | 2nd    | 万博     | G大阪  | 3 - 2 | C大阪    | 11,893 |
| 1998年                                                      | 3月21日  | J    | 1st    | 万博     | G大阪  | 1 - 2 | C大阪    | 15,193 |
| 1998年                                                      | 9月15日  | J    | 2nd    | 長居     | C大阪  | 2 - 1 | G大阪    | 12,230 |
| 1999年                                                      | 5月15日  | J1   | 1st    | 万博     | G大阪  | 1 - 2 | C大阪    | 8,253  |
| 1999年                                                      | 9月11日  | J1   | 2nd    | 長居     | C大阪  | 4 - 1 | G大阪    | 10,901 |
| 2000年                                                      | 5月3日   | J1   | 1st    | 万博     | G大阪  | 2 - 1 | C大阪    | 13,380 |
| 2000年                                                      | 7月15日  | J1   | 2nd    | 長居     | C大阪  | 0 - 1 | G大阪    | 19,258 |
| 2001年                                                      | 4月7日   | J1   | 1st    | 万博     | G大阪  | 2 - 1 | C大阪    | 16,003 |
| 2001年                                                      | 10月13日 | J1   | 2nd    | 長居     | C大阪  | 2 - 1 | G大阪    | 19,258 |
| 2002年は、G大阪がJ1、C大阪がJ2所属のため開催なし。          |          |      |        |          |        |       |          |        |
| 2003年                                                      | 7月13日  | J1   | 1st    | 万博     | G大阪  | 0 - 2 | C大阪    | 12,362 |
| 2003年                                                      | 10月19日 | J1   | 2nd    | 長居     | C大阪  | 0 - 2 | G大阪    | 20,200 |
| 2004年                                                      | 6月16日  | J1   | 1st    | 長居     | C大阪  | 0 - 1 | G大阪    | 17,108 |
| 2004年                                                      | 10月2日  | J1   | 2nd    | 万博     | G大阪  | 7 - 1 | C大阪    | 11,472 |
| 2005年                                                      | 5月14日  | J1   | 第12節 | 長居     | C大阪  | 2 - 4 | G大阪    | 42,053 |
| 2005年                                                      | 7月23日  | J1   | 第18節 | 万博     | G大阪  | 4 - 1 | C大阪    | 22,232 |
| 2006年                                                      | 3月12日  | J1   | 第2節  | 長居     | C大阪  | 1 - 6 | G大阪    | 30,561 |
| 2006年                                                      | 9月9日   | J1   | 第22節 | 万博     | G大阪  | 3 - 1 | C大阪    | 20,463 |
| 2007年 - 2009年は、G大阪がJ1、C大阪がJ2所属のため開催なし。 |          |      |        |          |        |       |          |        |
| 2010年                                                      | 3月14日  | J1   | 第2節  | 長居     | C大阪  | 1 - 1 | G大阪    | 37,860 |
| 2010年                                                      | 9月18日  | J1   | 第23節 | 万博     | G大阪  | 3 - 2 | C大阪    | 20,973 |
| 2011年                                                      | 3月5日   | J1   | 第1節  | 万博     | G大阪  | 2 - 1 | C大阪    | 20,055 |
| 2011年                                                      | 8月13日  | J1   | 第21節 | 長居     | C大阪  | 1 - 1 | G大阪    | 37,172 |
| 2012年                                                      | 3月17日  | J1   | 第2節  | 長居     | C大阪  | 2 - 1 | G大阪    | 30,764 |
| 2012年                                                      | 8月11日  | J1   | 第21節 | 万博     | G大阪  | 2 - 2 | C大阪    | 18,578 |
| 2013年は、C大阪がJ1、G大阪がJ2所属のため開催なし。          |          |      |        |          |        |       |          |        |
| 2014年                                                      | 4月12日  | J1   | 第7節  | ヤンマー | C大阪  | 2 - 2 | G大阪    | 42,723 |
| 2014年                                                      | 9月20日  | J1   | 第24節 | 万博     | G大阪  | 2 - 0 | C大阪    | 19,569 |
| 2015年 - 2016年は、G大阪がJ1、C大阪がJ2所属のため開催なし。 |          |      |        |          |        |       |          |        |
| 2017年                                                      | 4月16日  | J1   | 第7節  | ヤンマー | C大阪  | 2 ‐ 2 | G大阪    | 42,438 |
| 2017年                                                      | 7月29日  | J1   | 第19節 | 吹田S    | G大阪  | 3 - 1 | C大阪    | 36,177 |
| 2018年                                                      | 4月21日  | J1   | 第9節  | 吹田S    | G大阪  | 1 ‐ 0 | C大阪    | 35,242 |
| 2018年                                                      | 10月6日  | J1   | 第29節 | ヤンマー | C大阪  | 0 - 1 | G大阪    | 34,303 |
| 2019年                                                      | 5月18日  | J1   | 第12節 | パナスタ | G大阪  | 1 - 0 | C大阪    | 35,861 |
| 2019年                                                      | 9月28日  | J1   | 第27節 | ヤンマー | C大阪  | 3 - 1 | G大阪    | 36,990 |
| 2020年                                                      | 7月4日   | J1   | 第2節  | パナスタ | G大阪  | 1 - 2 | C大阪    | 無観客 |
| 2020年                                                      | 11月3日  | J1   | 第26節 | ヤンマー | C大阪  | 1 - 1 | G大阪    | 19,553 |
| 2021年                                                      | 5月2日   | J1   | 第12節 | ヤンマー | C大阪  | 1 - 1 | G大阪    | 無観客 |
| 2021年                                                      | 8月28日  | J1   | 第27節 | パナスタ | G大阪  | 0 - 1 | C大阪    | 4,976  |
| 2022年                                                      | 5月21日  | J1   | 第14節 | ヨドコウ | C大阪  | 3 - 1 | G大阪    | 18,750 |
| 2022年                                                      | 7月17日  | J1   | 第22節 | パナスタ | G大阪  | 1 - 2 | C大阪    | 22,531 |
| 2023年                                                      | 5月3日   | J1   | 第11節 | パナスタ | G大阪  | 1 - 2 | C大阪    | 34,517 |
| 2023年                                                      | 10月28日 | J1   | 第31節 | ヨドコウ | C大阪  | 1 - 0 | G大阪    | 21,665 |
| 2024年                                                      | 5月6日   | J1   | 第12節 | パナスタ | G大阪  | 1 - 0 | C大阪    | 34,485 |
| 2024年                                                      | 10月2日  | J1   | 第29節 | ヨドコウ | C大阪  | 1 - 0 | G大阪    | 21,962 |
| 2025年                                                      | 2月14日  | J1   | 第1節  | パナスタ | G大阪  | 2 - 5 | C大阪    | 34,860 |
| 2025年                                                      | 7月5日   | J1   | 第23節 | ヨドコウ | C大阪  | 0 - 1 | G大阪    | 22,365 |

#### ルヴァンカップ
| 年     | 月日    | ステージ       | 会場     | ホーム | 得点  | アウェー | 観客数 |
| ------ | ------- | -------------- | -------- | ------ | ----- | -------- | ------ |
| 2003年 | 3月8日  | グループリーグ | 万博     | G大阪  | 1 - 0 | C大阪    | 10,169 |
| 2003年 | 4月23日 | グループリーグ | 長居     | C大阪  | 2 - 2 | G大阪    | 6,597  |
| 2005年 | 8月6日  | 準々決勝       | 長居     | C大阪  | 0 - 3 | G大阪    | 12,863 |
| 2005年 | 8月13日 | 準々決勝       | 万博     | G大阪  | 2 - 2 | C大阪    | 11,155 |
| 2017年 | 10月4日 | 準決勝         | ヤンマー | C大阪  | 2 - 2 | G大阪    | 21,800 |
| 2017年 | 10月8日 | 準決勝         | 吹田S    | G大阪  | 1 - 2 | C大阪    | 31,578 |
| 2021年 | 9月1日  | 準々決勝       | ヨドコウ | C大阪  | 0 - 1 | G大阪    | 4,205  |
| 2021年 | 9月5日  | 準々決勝       | パナスタ | G大阪  | 0 - 4 | C大阪    | 4,869  |
| 2022年 | 2月23日 | グループリーグ | パナスタ | G大阪  | 2 - 3 | C大阪    | 10,509 |
| 2022年 | 4月23日 | グループリーグ | ヨドコウ | C大阪  | 0 - 0 | G大阪    | 12,058 |
| 2023年 | 3月26日 | グループリーグ | パナスタ | G大阪  | 1 - 1 | C大阪    | 26,110 |
| 2023年 | 6月18日 | グループリーグ | ヨドコウ | C大阪  | 0 - 1 | G大阪    | 18,061 |

#### 天皇杯
| 年月日         | ステージ | 会場   | ホーム | 得点          | アウェイ | 観客数 |
| -------------- | -------- | ------ | ------ | ------------- | -------- | ------ |
| 2003年12月20日 | 4回戦    | 愛媛陸 | C大阪  | 3 - 2（aet.） | G大阪    | 5,120  |
| 2005年12月24日 | 準々決勝 | 長居   | C大阪  | 3 - 1         | G大阪    | 15,329 |
| 2012年12月23日 | 準々決勝 | 長居   | C大阪  | 1 - 2（aet.） | G大阪    | 21,407 |

#### AFCチャンピオンズリーグ
| 年月日        | ステージ   | 会場 | ホーム | 得点  | アウェイ | 観客数 |
| ------------- | ---------- | ---- | ------ | ----- | -------- | ------ |
| 2011年5月24日 | ラウンド16 | 万博 | G大阪  | 0 - 1 | C大阪    | 16,463 |

#### プレシーズンマッチ
| 年月日        | 会場  | ホーム | 得点  | アウェー | 観客数 |
| ------------- | ----- | ------ | ----- | -------- | ------ |
| 1995年3月4日  | 万博  | G大阪  | 0 - 3 | C大阪    | 13,439 |
| 1996年3月2日  | 長居2 | C大阪  | 1 - 1 | G大阪    | 8,325  |
| 1997年3月1日  | 万博  | G大阪  | 2 - 2 | C大阪    | 3,645  |
| 2009年2月22日 | 長居  | C大阪  | 1 - 0 | G大阪    | 16,602 |

### 記録

#### 最多入場者試合
J1リーグ
- 42,723人【2014年4月12日 第7節 @ヤンマー】

#### 最少入場者試合
J1リーグ
- 7,210人【1996年9月14日 J 第19節 @万博】

リーグ戦以外
- 5,120人【2003年12月20日 第83回天皇杯 4回戦 @愛媛陸】

#### ハットトリック
- ガンバ大阪
  - 大黒将志【2004年10月2日 J1 2nd第8節 @万博】
  - フェルナンジーニョ【2006年3月12日 J1 第2節 @長居】
  - マグノ・アウベス【2006年3月12日 J1 第2節 @長居】
- セレッソ大阪
  - 達成者なし

### エピソード
当初は両チームの歴史も浅く、ダービーという意識は低かった。しかし、2000年代後半以降は両チームがダービーという扱いを強めた。その後、ガンバ大阪のごく一部のサポーターグループによる反社会的行為がしばしば見受けられるようになり、両チームのサポーターの間では悩みの種としてそれらの悪行が口コミで認知されていた。さらに、SNSが発達すると両チームの1部サポーター間でのトラブルがインターネット上で拡散されるようになった。2021年の試合では、スタジアムの外でガンバサポーターがセレッソサポーターに卵を投げつける危険行為・暴力行為が発生した。
転機となったのは2022年の5月21日C大阪のホーム開催の試合。この試合の前には両チームのサポーターに対して自制を求める声明を両クラブが協力して出していた。結果はセレッソ大阪がガンバ大阪のシュート本数計2本に抑える内容でも圧倒した3-1の勝利で、試合後には暴徒化したガンバゴール裏のサポーターグループのメンバーがスタンドの前方に押し寄せ、ガンバの選手やスタッフに対して「殺すぞ」などと発言する威嚇行為・侮辱的行為に加えて会場運営そのものを妨害、物が投げつけられ負傷者を出すまでに至った。長年に渡ってこのようなサポーターに対応してきたガンバの運営は“重大な観戦ルール違反”として違反行為を行った当該サポーターグループに所属するメンバー全員を無期限入場禁止にするというこれまでで最も重い処罰を下した。またこれ以降は、ガンバの運営側は大阪ダービー以外においても、反社会的行為・侮辱的行為を行ったガンバサポーターに対してガンバ大阪が関わる全試合で無期限入場禁止を下すことが当たり前となり、長年の悩みの種であったサポーターらを徹底的に近づかせないよう試行錯誤を行っている。

#### 2008年Jユースカップ決勝
- 2008年のJユースカップ決勝では、G大阪ユースとC大阪U-18が対戦。直前の天皇杯のトップチームの動員を上回る6,000人の観客が集まった。試合はG大阪ユースがC大阪U-18を4-2で下し、6年ぶり4度目の優勝を決めた。

#### 両クラブに在籍した選手
Jリーグ開幕以降、G大阪とC大阪の両クラブに在籍したのは18人。この内アドリアーノと倉田は両クラブでダービーの得点を決めている。
- 久高友雄（G:1981年 - 1993年、C:1994年 - 1995年）
- 斎藤大輔（G:1997年 - 1999年、C:2000年 - 2002年）
- 廣長優志（G:1998年 - 1999年、C:2003年 - 2004年）
- 柳本啓成（G:1999年 - 2002年、C:2003年 - 2006年）
- 吉田宗弘（G:2003年 - 2004年、C:2005年 - 2007年）
- 加地亮（C:1998年 - 1999年、G:2006年 - 2014年）
- 播戸竜二（G:1998年 - 1999年、2006年 - 2009年、C:2010年 - 2013年）
- 家長昭博（G:2004年 - 2007年、2012年 - 2013年、C:2010年）
- 倉田秋（G:2007年 - 2009年、2012年 - 、C:2011年）
- アドリアーノ（C:2010年、G:2011年）
- 児玉新（G:2001年 - 2005年、C:2012年）
- 新井場徹（G:1998年 - 2003年、C:2013年 - 2014年）
- 武田洋平（G:2012年、C:2013年）
- 橋本英郎（G:1998年 - 2011年、C:2015年 - 2016年）
- 中澤聡太（G:2007年 - 2012年、C:2015年 - 2016年）
- 鈴木徳真（C:2022年 - 2023年、G:2024年 - ）
- 岸本武流  (C:2016年 - 2019年、G:2024年 -)
- 松田陸 (1991年生のサッカー選手)（C:2016年 - 2023年、G:2024年）

#### 両チームからシーズン初ゴール
2010年にセレッソ大阪、2011年にガンバ大阪に所属したアドリアーノは、2010年初ゴールは、ガンバ大阪から、2011年は、セレッソ大阪からシーズン初ゴールを決めた。

## ガンバ大阪U-23 vs セレッソ大阪U-23
■ガンバ大阪U-23：3勝4分3敗
■セレッソ大阪U-23：3勝4分3敗
| 年                                                              | 月日     | 時期 | 時期   | 会場     | ホーム | 得点  | アウェイ | 観客数 |
| --------------------------------------------------------------- | -------- | ---- | ------ | -------- | ------ | ----- | -------- | ------ |
| 2016年                                                          | 4月10日  | J3   | 第4節  | 吹田S    | G大23  | 2 - 1 | C大23    | 8,038  |
| 2016年                                                          | 7月10日  | J3   | 第16節 | 金鳥スタ | C大23  | 1 - 2 | G大23    | 4,915  |
| 2017年                                                          | 5月28日  | J3   | 第10節 | 吹田S    | G大23  | 0 - 0 | C大23    | 2,317  |
| 2017年                                                          | 10月7日  | J3   | 第26節 | ヤンマー | C大23  | 3 - 2 | G大23    | 1,653  |
| 2018年                                                          | 6月2日   | J3   | 第12節 | ヤンマー | C大23  | 1 - 1 | G大23    | 4,551  |
| 2018年                                                          | 12月2日  | J3   | 第34節 | 吹田S    | G大23  | 0 - 2 | C大23    | 3,753  |
| 2019年                                                          | 7月21日  | J3   | 第17節 | ヤンマー | C大23  | 1 - 4 | G大23    | 4,755  |
| 2019年                                                          | 10月27日 | J3   | 第28節 | パナスタ | G大23  | 1 - 2 | C大23    | 2,231  |
| 2020年                                                          | 7月5日   | J3   | 第2節  | パナスタ | G大23  | 0 - 0 | C大23    | 無観客 |
| 2020年                                                          | 10月25日 | J3   | 第23節 | ヤンマー | C大23  | 1 - 1 | G大23    | 1,672  |
| 2020年をもってU-23（2nd）チームの参加終了により、この対戦も終了 |          |      |        |          |        |       |          |        |

## セレッソ大阪 vs FC大阪
■セレッソ大阪：1敗
■FC大阪：1勝
| 年月日        | ステージ | ステージ | 会場     | ホーム | 得点  | アウェイ | 観客数 |
| ------------- | -------- | -------- | -------- | ------ | ----- | -------- | ------ |
| 2015年8月29日 | 天皇杯   | 1回戦    | 金鳥スタ | C大阪  | 1 - 2 | FC大阪   | 4,467  |

## F.C.大阪 vs FC TIAMO枚方
■FC大阪：2勝3分
■ティアモ枚方:3分2敗
| 年     | 月日     | 時期                         | 時期   | 会場        | ホーム | 得点  | アウェイ | 観客数 |
| ------ | -------- | ---------------------------- | ------ | ----------- | ------ | ----- | -------- | ------ |
| 2021年 | 7月3日   | JFL                          | 第15節 | 万博陸      | 枚方   | 1 - 1 | FC大阪   | 514    |
| 2021年 | 10月17日 | JFL                          | 第26節 | 服部陸      | FC大阪 | 1 - 1 | 枚方     | 512    |
| 2022年 | 4月9日   | JFL                          | 第5節  | 服部陸      | FC大阪 | 3 - 3 | 枚方     | 1,142  |
| 2022年 | 9月18日  | JFL                          | 第22節 | たまりく    | 枚方   | 1 - 2 | FC大阪   | 955    |
| 2025年 | 5月11日  | 第30回大阪サッカー選手権大会 | 決勝   | J-G堺メイン | FC大阪 | 2 - 1 | 枚方     | 710    |

## 参考サイト
- 【大阪、夏の陣3連戦! 】激戦必至! 大阪ダービー全試合データ - J's GOAL（2005/07/23付）
- 【J1：第2節 C大阪 vs G大阪】3月14日（日）は新しい大阪ダービーのスタート。ついに再び激突する伝統の一戦、「帰ってきた、大阪ダービー」特集！！ - J's GOAL（2010/03/13付）

1. ↑  “悩める４番”大阪ガス・伊藤　１５年ぶり決勝前にお目覚め（スポーツニッポン2015年7月28日　7月30日閲覧）
2. ↑  64年ぶり大阪代表同士の決勝。都市対抗決勝・日本生命vs.大阪ガス（J SPORTS　2015年7月28日　7月29日閲覧）

1. ↑  当初は8月31日に開催予定だったが、台風10号の影響で中止・順延となった。